# Willi Wühlmaus geht auf Weltreise
Willi Wühlmaus geht auf Weltreise ist eine deutsche Zeichentrickserie, die zwischen 1993 und 1995 produziert wurde.

## Handlung
Die Mäuse Willi und Kitty bilden zusammen mit ihrem Sohn Max die Familie Wühlmaus. Zusammen mit dem 65-jährigen Menschen Hannes machen sie sich auf eine Reise durch verschiedene Länder der Erde und erleben dabei viele Abenteuer.

## Produktion und Veröffentlichung
Die Serie wurde zwischen 1993 und 1995 unter der Regie von Gerard Dulau in Deutschland produziert. Erstmals wurde sie im Fernsehen am 18. März 2000 auf Junior ausgestrahlt. Zudem wurden mehrere CDs und ein Musical zu den Abenteuern der Wühlmaus veröffentlicht.

## Episodenliste
| Folge | deutscher Titel                            |
| 1     | Vater Rhein – Deutschland                  |
| 2     | Mittsommernacht auf Vaetterborg – Schweden |
| 3     | Käsejagd in Amsterdam – Holland            |
| 4     | Andalusische Fiesta – Spanien              |
| 5     | Die Gärten der Wüste – Sahara/Ägypten      |
| 6     | In den Tempeln der Mayas – Mexiko          |
| 7     | Fliegende Knödel – Tschechien              |
| 8     | Der Paprikakönig – Ungarn                  |
| 9     | Der Doppelgänger – Italien                 |
| 10    | Das Versteck des Suleymans – Türkei        |
| 11    | Der diebische Octopus – Griechenland       |
| 12    | Der Drache – China                         |
| 13    | Turbulenz bei Onkel Bill – USA 1           |
| 14    | Im Dschungel bei Nacht – Afrika            |
| 15    | Väterchen Frost – Russland                 |
| 16    | Ari wird erwachsen – Österreich            |
| 17    | Der Baumkobold – Kanada                    |
| 18    | Im Palast der Winde – Indien               |
| 19    | Jagd nach dem Duft – Frankreich            |
| 20    | Das königliche Halsband – Großbritannien   |
| 21    | Koinobori – Das Knabenfest – Japan         |
| 22    | Hannes Opalbauch – Australien              |
| 23    | Eine Meerjungfrau im Netz – Dänemark       |
| 24    | Wechsel nie ein Superteam – Brasilien      |
| 25    | Die lustige Schule Naraythen – Polen       |
| 26    | Willi schmeißt die Szene – USA 2           |